# General Mills
General Mills, Inc. (NYSE: GIS) es una corporación estadounidense, principalmente relacionada con productos alimenticios, que tiene su sede en Golden Valley, Minesota, un suburbio de Mineápolis. La empresa comercializa numerosas marcas ampliamente conocidas, como Betty Crocker, Yoplait, Jeno's, Pillsbury, Green Giant, Old El Paso, Häagen-Dazs, Cheerios, Lucky Charms y Wanchai Ferry. Su portafolio de marcas incluye más de 100 marcas líderes en Estados Unidos y el mundo.

## Historia

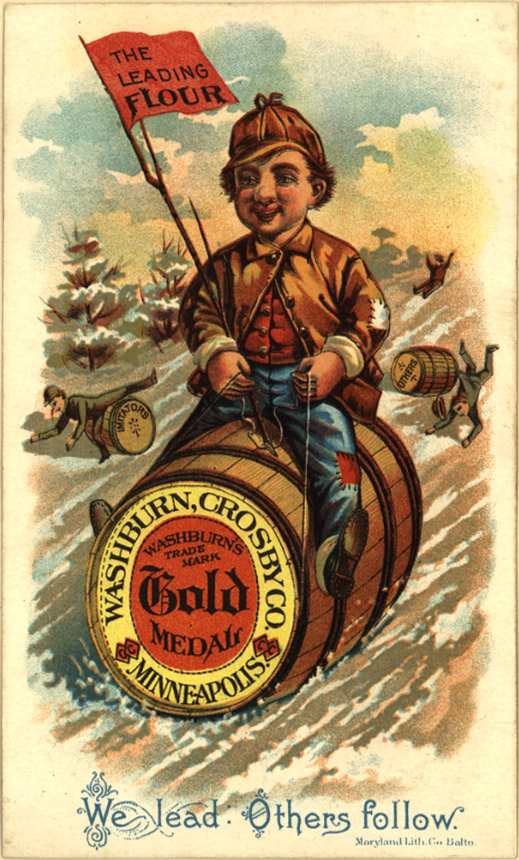
Publicidad, c. 1880.

La empresa tiene sus orígenes en Minneapolis Milling Company, fundada en 1856 por el congresista de Illinois Robert Smith, que arrendó derechos de poder a los molinos que operaban a lo largo de las Cataratas Saint Anthony en el río Misisipi. Cadwallader C. Washburn adquirió la empresa poco después de su fundación y contrató a su hermano, William D. Washburn para asistirlo en el desarrollo de la empresa. En 1866, los Washburn ingresaron al negocio por su cuenta, construyendo el Molino "B" Washburn en las cataratas. En 1874 se construyó uno aún más grande, Molino "A" Washburn.
En 1877, el molino entró a una asociación con John Crosby para formar la Washburn-Crosby Company. En ese mismo año, Washburn envió a William Hood Dunwoody a Inglaterra para abrir el mercado de trigo de primavera. Dunwoody tuvo éxito y se convirtió en socio silencioso. Dunwoody se volvió rico y llegó a implementar un hospital en Mineápolis, el Dunwoody College of Technology, y un hogar de caridad en Pensilvania, denominado Dunwoody Village.
En 1878 hubo una explosión de polvo de harina que mató a 17 trabajadores y también destruyó cinco edificios cercanos. La construcción de un nuevo molino comenzó inmediatamente. El molino no sólo era más seguro sino que también era capaz de producir harina de mejor calidad.
En 1924, la empresa intervino para hacerse cargo de una estación de radio en Minneapolis-St. Paul, WLAG, renombrándola como WCCO. General Mills como tal fue creada en 1928 cuando el presidente de Washburn-Crosby, James Ford Bell, dirigió su empresa para fusionarse con otros 26 molinos.

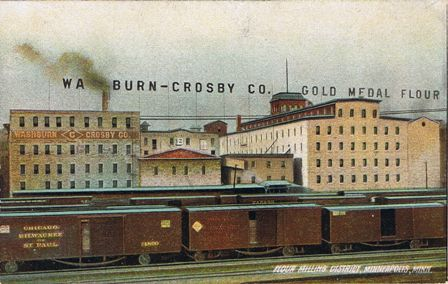
Postal de la fábrica de Gold Medal Flour en Mineápolis alrededor de 1900.

A partir de 1929, los productos de General Mills contenían cupones en la parte superior de las cajas, conocidos como los cupones de Betty Crocker, con diferentes puntajes, los cuales eran canjeables por descuentos en una variedad de productos para el hogar que aparecían en el catálogo Betty Crocker. Los cupones y el catálogo fueron descontinuados por la empresa en 2006. Un programa similar, Box Tops for Education, en el cual los cupones adheridos en varios productos de General Mills pueden ser canjeados por dinero por parte de las escuelas, se inició en 1996 y aún está activo.
General Mills se convirtió en auspiciador del popular programa de radio El llanero solitario en 1941. El programa posteriormente fue llevado a la televisión, y, después de 20 años, su auspicio terminó en 1961.
Cuando el astronauta de la NASA Scott Carpenter fue lanzado al espacio en la cápsula Aurora 7 del Proyecto Mercury en 1962, llevaba con él la primera comida espacial sólida: pequeños cubos de comida desarrollados por el departamento de investigación y desarrollo de Pillsbury. Luego de más de un año de investigación por parte de los científicos de Pillsbury, los cubos de comida espacial fueron seguidos por otras comidas aptas para el espacio, como pastel no desmenuzable, condimentos que se podían servir en rodajas, y carne que no necesitaba refrigeración.

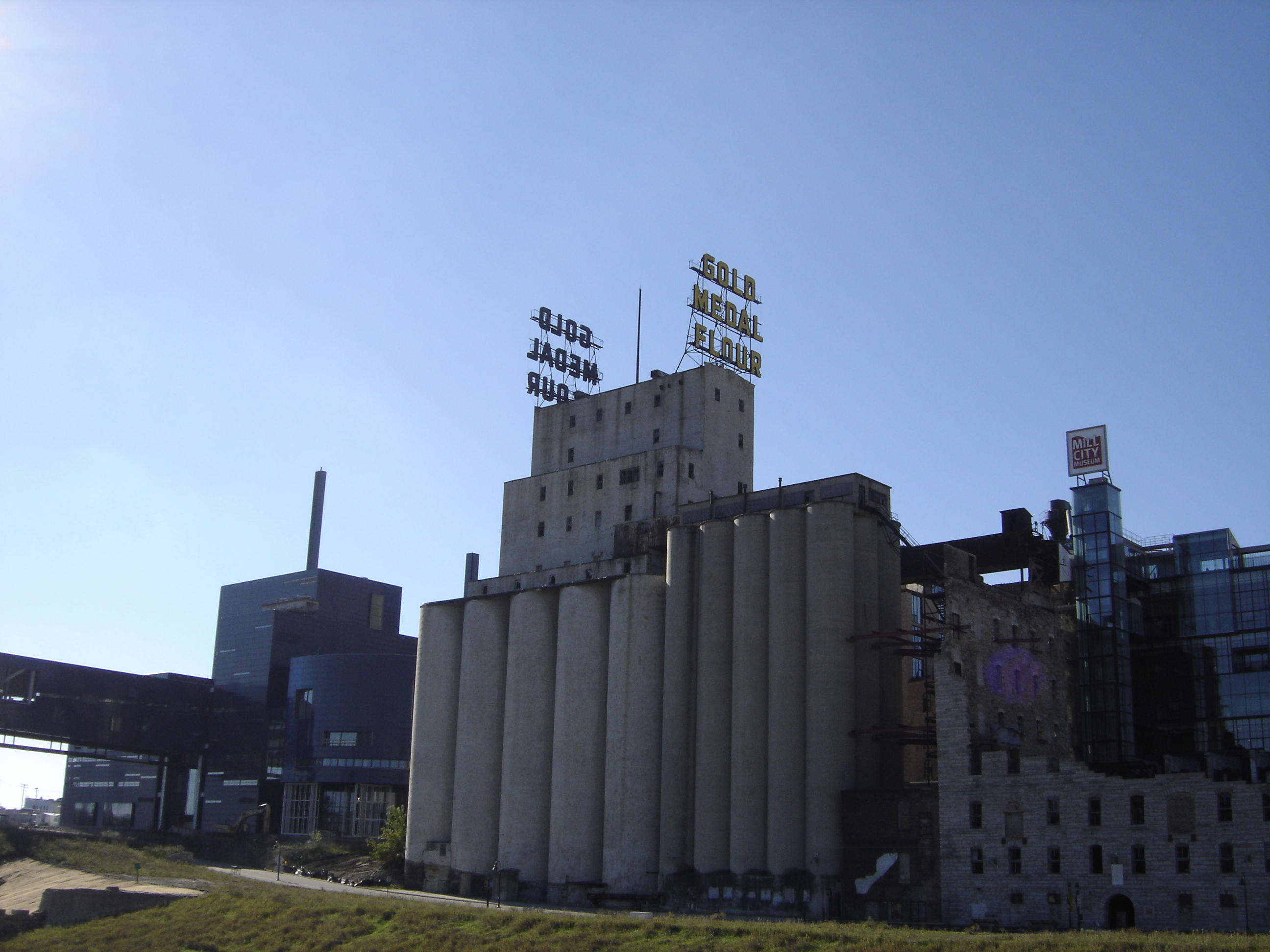
Molino "A" Washburn, productor de Gold Medal Flour.

La primera incursión de General Mills en la industria de los juguetes fue en 1965. La empresa adquirió Rainbow Crafts, que era el fabricante de Play-Doh. La compra por parte de General Mills fue sustancial porque disminuyó los costos de producción y triplicó los ingresos.
Desde 1959, General Mills auspició el famoso programa de televisión Rocky and His Friends, que en 1961 dio origen a The Bullwinkle Show. Hasta 1968, Rocky y Bullwinkle aparecieron un varias publicidades de General Mills.
En 1970, General Mills adquirió una empresa de restaurantes llamada Red Lobster para expandirla nacionalmente. Pronto, una división de General Mills titulada General Mills Restaurants fue desarrollada para hacerse cargo de la cadena Red Lobster. En 1982, General Mills Restaurants fundó una nueva cadena de restaurantes de temática italiana denominada Olive Garden. Otro restaurante temático, China Coast, fue creado antes de que el grupo completo fuera separado de los accionistas de General Mills, creando Darden Restaurants.
Durante la misma década, General Mills incursionó más allá, iniciando la división General Mills Specialty Retail Group. Adquirieron dos empresas de vestuario y accesorios, Talbots y Eddie Bauer. La adquisición duró poco. Talbots fue adquirida por una empresa japonesa, entonces conocida como JUSCO, y Spiegel adquirió Bauer. Spiegel posteriormente se declaró en bancarrota, aunque Bauer aún se mantiene, aunque con poca presencia en los Estados Unidos.

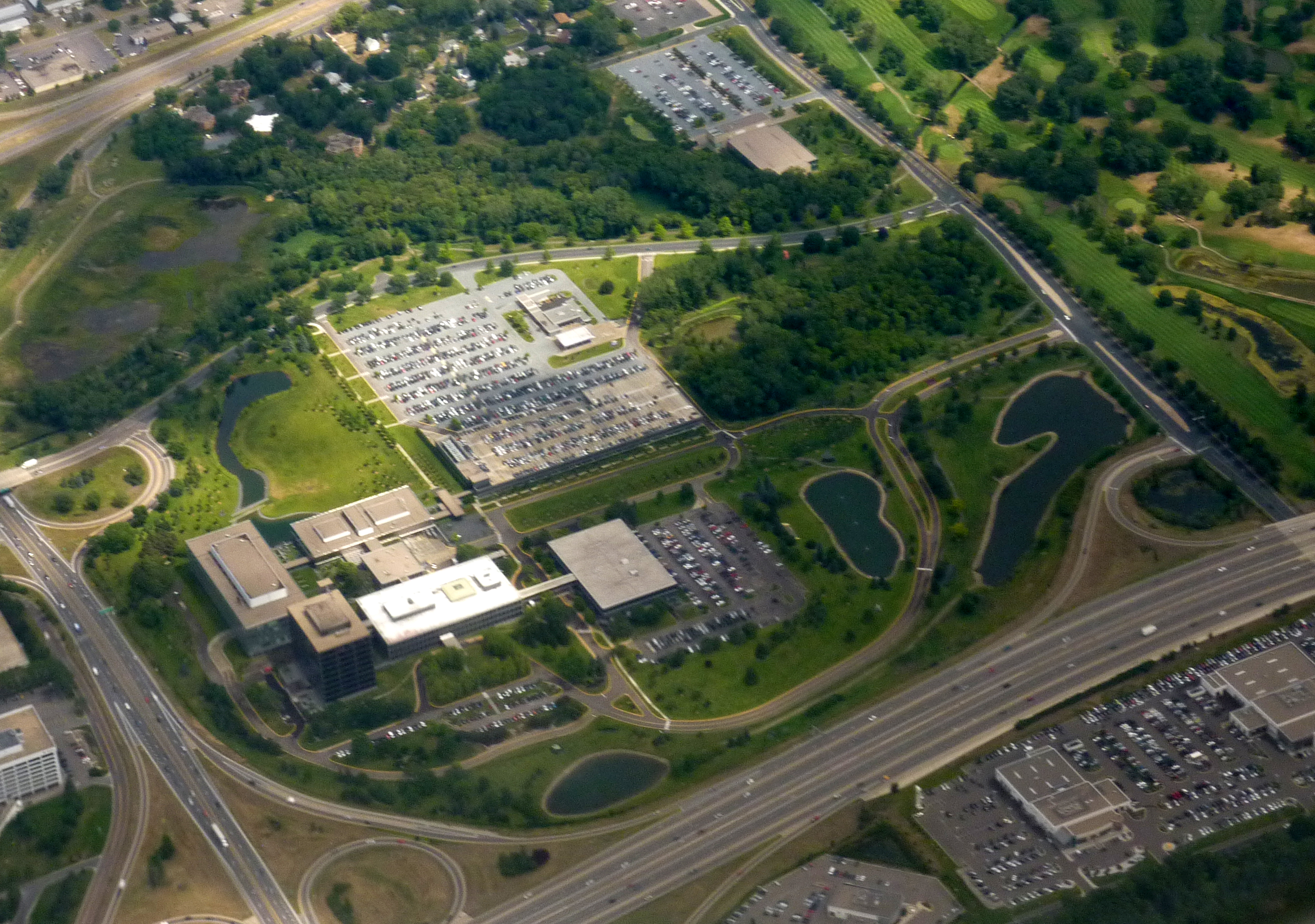
Centro corporativo de General Mills en Golden Valley.

Desde 1976 hasta 1985, General Mills fue a la corte como empresa dueña de Parker Brothers, que tenía los derechos de la marca e ideas del juego de mesa Monopoly, reclamando que el juego Anti-Monopoly de un profesor de economía infringía su marca registrada. La disputa se extendió hasta la Corte Suprema de los Estados Unidos, que resolvieron en contra de la empresa, señalando que mientras ellos tuvieran los derechos exclusivos del nombre Monopoly, no podían prevenir que otros usaran la palabra "monopolio" en el nombre de un juego. Durante los años 1980, General Mills vendió Parker Brothers a Kenner.
En 1991 General Mills hizo un acuerdo con la transnacional Nestlé y crearon CPW "Cereal Partners Worldwide" para vender cereales para el desayuno bajo la marca "Nestlé" en más de 130 países del mundo excepto en Canadá y Estados Unidos donde General Mill vende directamente a esos mercados. 
En 2001, la empresa adquirió Pillsbury, aunque oficialmente fue descrita como una fusión.
Desde 2004, General Mills ha estado produciendo más productos enfocados a los crecientes grupos de consumidores conscientes de la salud. La empresa ha elegido cambiar toda su línea de cereales para el desayuno a grano integral. De acuerdo a nutricionistas, los granos integrales son una elección más saludable cuando se eligen productos de granos. La empresa también ha comenzado a fabricar su cereales infantiles con menos azúcar. General Mills ha reducido el nivel de azúcar en todos los cereales publicitados para niños a 11 gramos por porción.

## Marcas
Los cereales para el desayuno de General Mills son Basic 4, Boo Berry, Buc Wheats, Cheerios y sus variantes, Chex y sus variantes, Cinnamon Toast Crunch, Cocoa Puffs, Cookie Crisp, Count Chocula, Crazy Cow, Fiber One, Franken Berry, French Toast Crunch, General Mills Kaboom, Gold Flakes, Golden Grahams, Chocolate Golden Grahams, Hidden Treasures, Honey Nut Clusters, Kix, Lucky Charms, Oatmeal Crisp, Raisin Nut Bran, Reese's Puffs, Total, Trix, y Wheaties. 
Los productos para hornear incluyen las marcas Betty Crocker, Bisquick, Gold Medal Flour, Jus-Rol, Knack & Back, La Salteña, Pillsbury, V. Pearl, y Wanchai Ferry. General Mills también produce snacks de fruta como Fruit by the Foot, Fruit Gushers, Fruit Roll-Ups, y Fruit Shapes.
Los snacks de granos producidos por General Mills son Bugles, Cascadian Farms, Chex Mix, Gardetto's, Nature Valley, y las barras Fiber One. También produce los helados Häagen-Dazs fuera de los Estados Unidos. Sus productos para comidas incluyen Betty Crocker, Annie's Homegrown, Diablitos Underwood, Green Giant, Hamburger Helper, Old El Paso, and Wanchai Ferry. También produce comidas orgánicas como Cascadian Farms y Muir Glen. Otras marcas son Frescarini, Latina, Totinos, Jeno's, Progresso, Columbo, y Yoplait (51%).